# Афонін Веніамін Георгійович
Веніамін Георгійович Афонін (нар. 8 липня 1931, місто Прокоп'євськ, тепер Кемеровської області, Російська Федерація — 23 травня 2017, місто Москва) — радянський діяч, 1-й секретар Куйбишевського обласного комітету КПРС. Кандидат у члени ЦК КПРС у 1986—1989 роках. Член ЦК КПРС у 1989—1991 роках. Депутат Верховної ради Російської РФСР 10—11-го скликань. Народний депутат СРСР (1989—1991).

## Життєпис
У 1946 році закінчив сім класів середньої школи. У 1946—1950 роках — учень Кемеровського хіміко-технологічного технікуму, механік з обладнання хімічних заводів.
У 1950—1951 роках — майстер, заступник механіка виробництва заводу в місті Кемерово.
У 1951—1954 роках служив у Радянській армії в Далекосхідному військовому окрузі.
У 1954—1955 роках — механік майстерні, заступник механіка цеху заводу в місті Кемерово.
У 1955—1956 роках — 1-й секретар Кіровського районного комітету ВЛКСМ міста Кемерово.
З 1956 року — механік дільниці, начальник дільниці, старший інженер технічного відділу, заступник головного механіка заводу «Прогрес» в місті Кемерово.
Член КПРС з 1957 року.
У 1963 році закінчив Кемеровський гірничий інститут, інженер-механік.
У 1964—1968 роках — механік цеху, заступник головного механіка, у 1968—1970 роках — секретар партійного комітету Невинномиського хімічного комбінату Ставропольського краю.
У 1970—1978 роках — 1-й секретар Невинномиського міського комітету КПРС Ставропольського краю.
У 1974 році закінчив заочну Вищу партійну школу при ЦК КПРС.
У 1978—1980 роках — завідувач відділу будівництва Ставропольського крайового комітету КПРС.
У 1980—1983 роках — секретар Ставропольського крайового комітету КПРС.
У січні 1983 — липні 1988 року — завідувач відділу хімічної промисловості ЦК КПРС.
30 липня 1988 — 28 вересня 1990 року — 1-й секретар Куйбишевського обласного комітету КПРС.
З вересня 1990 року — персональний пенсіонер союзного значення в Москві.
Помер 23 травня 2017 року в Москві.

## Нагороди і звання
- два ордени Трудового Червоного Прапора
- орден Дружби народів
- медалі